# Courthézon
Courthézon est une commune française, située dans le département de Vaucluse en région Provence-Alpes-Côte d'Azur.
Ses habitants sont appelés les Courthézonnais et les Courthézonnaises.

## Géographie

### Localisation
| Orange              | Jonquières |          |
|                     | Courthézon | Sarrians |
| Châteauneuf-du-Pape | Bédarrides |          |

### Voies de communications et transports

#### Voies routières
L'autoroute A7 (E714), tout comme la route nationale 7, traverse la commune selon un axe nord-sud.
Les routes principales sont les routes départementales 43, 72, 92 et 977.

#### Transports en commun
- Transport en Provence-Alpes-Côte d'Azur

##### Lignes SNCF
Le bâtiment principal de la gare de Courthézon est fermé. mais celle-ci reste ouverte pour les clients TER ou les trains s'y arrêtent plusieurs fois par jour. La ligne permet d'aller à Orange (7 minutes) ou à Avignon (17 minutes), mais également à Lyon ou Marseille.

### Géologie et relief
La commune est relativement plate sur une majeure partie de son territoire avec une légère élévation sur l'ouest et le point le plus haut au sud-ouest.
Le village est construit sur et autour d'une butte.

### Hydrographie et eaux souterraines
Cours d'eau dans la commune ou à son aval :
- la commune est traversée par le petit Roanel, la grande Mayre et la Seille (qui traverse le village), et est très irriguée grâce à un beau réseau de canaux. L'Ouvèze borde la commune ;
- source située à 2 km de Courthézon, au quartier des Neufs-Fonts, résurgence d'une nappe souterraine de l'Ouvèze[2] ;
- quinze fontaines.

### Climat
Pour des articles plus généraux, voir Climat de Provence-Alpes-Côte d'Azur et Climat de Vaucluse.
En 2010, le climat de la commune est de type climat méditerranéen franc, selon une étude du Centre national de la recherche scientifique s'appuyant sur une série de données couvrant la période 1971-2000. En 2020, Météo-France publie une typologie des climats de la France métropolitaine dans laquelle la commune est exposée à un climat méditerranéen et est dans la région climatique  Provence, Languedoc-Roussillon, caractérisée par une pluviométrie faible en été, un très bon ensoleillement (2 600 h/an), un été chaud (21,5 °C), un air très sec en été, sec en toutes saisons, des vents forts (fréquence de 40 à 50 % de vents > 5 m/s) et peu de brouillards. 
Pour la période 1971-2000, la température annuelle moyenne est de 14,1 °C, avec une amplitude thermique annuelle de 17,8 °C. Le cumul annuel moyen de précipitations est de 705 mm, avec 5,6 jours de précipitations en janvier et 3 jours en juillet. Pour la période 1991-2020, la température moyenne annuelle observée sur la station météorologique de Météo-France la plus proche, « Orange », dans la commune d'Orange à 8 km à vol d'oiseau, est de 14,8 °C et le cumul annuel moyen de précipitations est de 719,6 mm. 
La température maximale relevée sur cette station est de 42,7 °C, atteinte le 22 août 2023 ; la température minimale est de −14,5 °C, atteinte le 10 février 1956,,. 
| Mois                                  | jan.             | fév.             | mars            | avril         | mai            | juin           | jui.            | août           | sep.           | oct.          | nov.            | déc.             | année      |
| ------------------------------------- | ---------------- | ---------------- | --------------- | ------------- | -------------- | -------------- | --------------- | -------------- | -------------- | ------------- | --------------- | ---------------- | ---------- |
| Température minimale moyenne (°C)     | 2,1              | 2,4              | 5,3             | 7,9           | 11,9           | 15,6           | 18              | 17,7           | 14             | 10,6          | 6               | 2,8              | 9,5        |
| Température moyenne (°C)              | 6,2              | 7,2              | 10,8            | 13,6          | 17,7           | 21,9           | 24,5            | 24,2           | 19,7           | 15,4          | 10,1            | 6,7              | 14,8       |
| Température maximale moyenne (°C)     | 10,3             | 11,9             | 16,2            | 19,3          | 23,6           | 28,1           | 31,1            | 30,8           | 25,5           | 20,3          | 14,2            | 10,6             | 20,2       |
| Record de froid (°C) date du record   | −13,4 07.01.1985 | −14,5 10.02.1956 | −9,7 02.03.05   | −3,2 08.04.21 | 1,3 04.05.1979 | 5,7 04.06.1984 | 9,5 12.07.1993  | 8,3 29.08.1974 | 3,1 30.09.1974 | −1,6 30.10.12 | −5,8 28.11.05   | −14,4 28.12.1962 | −14,5 1956 |
| Record de chaleur (°C) date du record | 20,5 10.01.15    | 23,9 27.02.19    | 27,2 21.03.1990 | 31,2 24.04.07 | 34,5 31.05.01  | 41,2 28.06.19  | 40,7 26.07.1983 | 42,7 22.08.23  | 35,8 04.09.16  | 31,8 08.10.23 | 24,6 03.11.1970 | 20,2 24.12.1983  | 42,7 2023  |
| Précipitations (mm)                   | 54,8             | 36,6             | 44,5            | 63            | 60,1           | 37,4           | 38,4            | 40,2           | 105,3          | 94,5          | 96,6            | 48,2             | 719,6      |

| Diagramme climatique                                  |             |             |           |              |              |            |              |             |              |           |             |
| J                                                     | F           | M           | A         | M            | J            | J          | A            | S           | O            | N         | D           |
| 10,32,154,8                                           | 11,92,436,6 | 16,25,344,5 | 19,37,963 | 23,611,960,1 | 28,115,637,4 | 31,11838,4 | 30,817,740,2 | 25,514105,3 | 20,310,694,5 | 14,2696,6 | 10,62,848,2 |
| Moyennes : • Temp. maxi et mini °C • Précipitation mm |             |             |           |              |              |            |              |             |              |           |             |

Les paramètres climatiques de la commune ont été estimés pour le milieu du siècle (2041-2070) selon différents scénarios d'émission de gaz à effet de serre à partir des nouvelles projections climatiques de référence DRIAS-2020. Ils sont consultables sur un site dédié publié par Météo-France en novembre 2022.

## Urbanisme

### Typologie
Au 1er janvier 2024, Courthézon est catégorisée bourg rural, selon la nouvelle grille communale de densité à sept niveaux définie par l'Insee en 2022.
Elle appartient à l'unité urbaine d'Avignon, une agglomération inter-régionale regroupant 59  communes, dont elle est une commune de la banlieue,,. Par ailleurs la commune fait partie de l'aire d'attraction d'Avignon, dont elle est une commune de la couronne,. Cette aire, qui regroupe 48 communes, est catégorisée dans les aires de 200 000 à moins de 700 000 habitants,.

### Occupation des sols
L'occupation des sols de la commune, telle qu'elle ressort de la base de données européenne d’occupation biophysique des sols Corine Land Cover (CLC), est marquée par l'importance des territoires agricoles (87,7 % en 2018), en diminution par rapport à 1990 (88,7 %). La répartition détaillée en 2018 est la suivante : 
cultures permanentes (53,1 %), zones agricoles hétérogènes (22,1 %), terres arables (12,4 %), zones urbanisées (7,1 %), espaces ouverts, sans ou avec peu de végétation (2 %), zones industrielles ou commerciales et réseaux de communication (0,9 %), forêts (0,8 %), milieux à végétation arbustive et/ou herbacée (0,8 %), zones humides intérieures (0,8 %). L'évolution de l’occupation des sols de la commune et de ses infrastructures peut être observée sur les différentes représentations cartographiques du territoire : la carte de Cassini (XVIIIe siècle), la carte d'état-major (1820-1866) et les cartes ou photos aériennes de l'IGN pour la période actuelle (1950 à aujourd'hui).

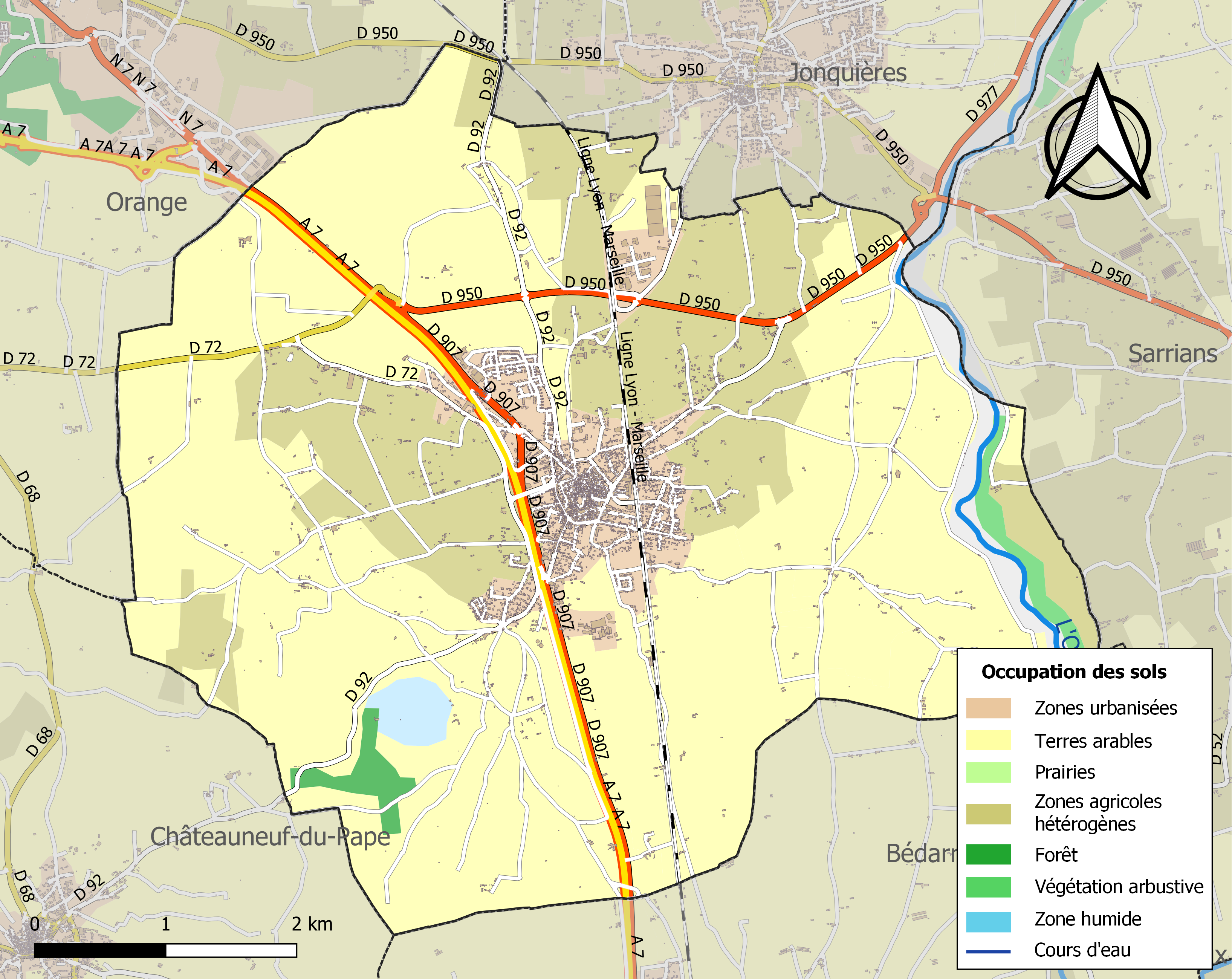
Carte des infrastructures et de l'occupation des sols de la commune en 2018 (CLC).

## Toponymie
Cité en 1008 sous la forme De Corleudone. Le nom occitan de la commune est Corteson.

## Histoire

### Préhistoire et Antiquité

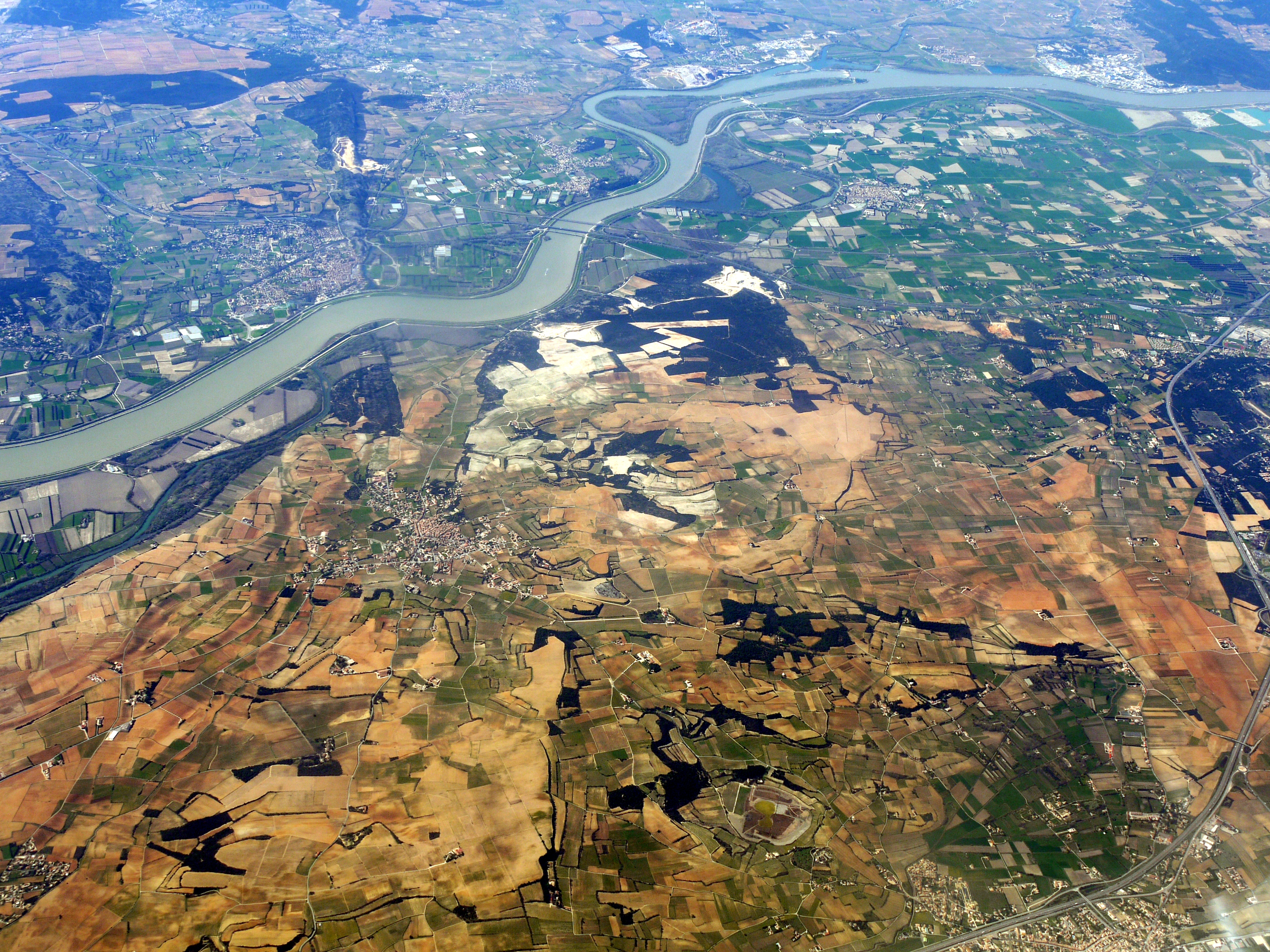
Le plus ancien site néolithique de France entre Courthézon et Châteauneuf-du-Pape.

C'est dans la commune de Courthézon que le plus ancien site néolithique de France a été découvert en 1971 au « Mourre de Pradel » sur le site du Baratin. Il a été daté du VIe millénaire avant notre ère et est situé en bordure ouest de la plaine de l'Ouvèze, entre le massif collinaire de Châteauneuf-du-Pape à l'est où il constitue « une zone en forme de doigt pénétrant le massif » et les terrasses molassiques de Carpentras à l'ouest. Pour la première fois, ses habitants, qui ont quitté grottes et abris pour s'installer en plaine et construire des cabanes, pratiquent l’élevage et l’agriculture. Leurs poteries décorées avec un petit coquillage se rattachent à la « civilisation cardiale », leurs pratiques pastorales et agricoles aux Chasséens, culture autochtone du Midi de la France. Ce groupe qui consommait de 30 à 40 % de viande de chasse, marque le passage de la civilisation cardiale à celle des Chasséens, agriculteurs à 90 %. Les premières fouilles sur ce site ont eu lieu de 1970 à 1972 sous la direction de Jean Courtin. Après une interruption de dix-neuf ans, elles ont été reprises en 1991 sous la direction d'Ingrid Sénépart.
Un autre site du Néolithique se situe dans le quartier Saint-Laurent. Dès 1927 des fouilles ont mis en avant la présence d'habitats, dont une quarantaine de fonds de cabanes, quelques sépultures et un important mobilier de céramique. En 2000, la commune devient propriétaire de ces lots, dont une urne exceptionnelle reconstituée à partir de 87 tessons, utilisée sans doute pour la conservation des céréales. Quatre oreilles de préhension percées pour le passage éventuel d'une corde, permettaient le transport de l'objet. Elle est exposée à l'Hôtel de ville.
Un castrum bâti par les Romains servait de défense avancée d’Orange. C’est sur ses assises que furent construits les remparts du Vieux Château.
Exploitation dans la commune de carrières de pierre pour la construction du théâtre d'Orange.

### Moyen Âge
Au XIIe siècle, le château appartient au troubadour Raimbaut d'Orange et il s'y tient des Cours d'amour. Toujours au XIIe siècle, l’Abbaye Saint-André de Villeneuve-lès-Avignon possédait à Courthézon l’église rurale Sancti Martini de Aldreria ou Heldreria (actuel lieu-dit Saint-Martin), dont elle percevait les revenus. Elle est vendue en 1195 à l’évêque d’Avignon.
1302, les importantes franchises présentes dans la commune permettent, entre autres, de dispenser les habitants d'impôts.

### Renaissance
Pendant les guerres de religion, la ville catholique fut assaillie plusieurs fois par les huguenots.

### Période moderne
Courthézon appartient à la principauté d'Orange jusqu'à l'annexion de la principauté par Louis XIV en 1673. D'abord, sous l'autorité de la famille des comtes de Toulouse de 793 à 1173, puis de la famille des Baux de 1173 à 1393, la famille de Chalon de 1393 à 1530, la famille de Nassau de 1530 à 1703 et enfin la famille de Conti de 1703 à 1731. En 1731, un échange est fait entre le Roi de France Louis XV et le Prince de Conti : Courthézon et la Principauté d’Orange sont définitivement incorporés au Domaine royal par acte du 29 mai 1731.
Fin XVIIIe, des digues de l'Ouvèze sont construites avec des pierres provenant de la démolition du château.
1805 et années suivantes, un étang de 20 ha est asséché.

### Héraldique
| Blason de Courthézon | Les armes peuvent se blasonner ainsi : D'azur au cornet d'or, lié et virolé de gueules, accompagné aux cantons dextre et senestre de la pointe de deux étoiles de six rais aussi d'or, et en pointe de trois clous du même posés en pairle renversé, la tête en haut. Devise : sævis tranquillus in undis (tranquille sur des ondes impétueuses) |

Les armoiries de Courthézon viendraient de Guillaume de Nassau. Concédées par la famille de Chalon, Princes d'Orange.

## Politique et administration

### Tendances politiques et résultats
Lors du référendum européen sur le traité de Maastricht (scrutin du 20 septembre 1992), sur 3 433 inscrits, 2 354 ont voté, ce qui représente une participation de 68,57 % du total, soit une abstention de 31,43 %. Il y a eu une victoire du non avec 1 453 voix (63,59 %) contre 832 voix (36,41 %) prononcées oui et 69 (2,93 %) de votes blancs ou nuls.
À l'élection présidentielle de 2002, la participation atteint 72,49 % contre 79,00 % au second tour. Le premier tour a vu arriver en tête Jean-Marie Le Pen (FN) avec 32,42 % des voix suivi par Jacques Chirac (RPR) avec 13,19 % et Lionel Jospin (PS) avec 10,72 % des suffrages. Les autres candidats n’atteignent pas la barre des 10 %. Au second tour, c'est Jacques Chirac qui arrive en tête avec 62,40 % des voix contre 37,60 pour Jean-Marie Le Pen.
Lors des élections législatives de juin 2002, la participation est de 60,83 % lors du premier tour et de 54,72 % pour le second tour. Lors du premier tour, c'est Jean-Michel Ferrand (UMP) qui été arrivé en tête avec 35,55 % des voix suivi par le candidat (frontiste) Guy Macary avec 30,98 % des suffrages. Enfin, Benoit Magnat pour Les Verts est le troisième et dernier candidat à dépasser la barre des 10 % avec 17,03 % des suffrages. Lors du second tour, Jean-Michel Ferrand arrive en tête à Courthézon avec 61,52 % des voix contre 38,48 % pour Guy Macary.
Aux élections européennes de 2004, sur 3 487 inscrits, 1 346 ont voté, ce qui représente une participation de 38,60 % du total, soit une abstention de 61,40 %. C'est Michel Rocard pour le PS qui arrive en tête avec 23,57 % des suffrages suivi par Jean-Marie Le Pen (FN) avec 22,73 %, puis Françoise Grossetête (UMP) avec 14,71 % des voix. Aucun autre candidat ne dépasse la barre des 10%
Au référendum sur la constitution européenne (scrutin du 29 mai 2005), sur 3 513 inscrits, 2 545 ont voté, ce qui représente une participation de 72,45 % du total, soit une abstention de 27,55 %. Il y a eu une victoire du contre avec 1 742 voix (69,60 %), 761 voix (30,40 %) s’étant prononcées pour et 42 (1,65 %) étant des votes blancs ou nuls.
À l’élection présidentielle de 2007, la participation atteint 85,94 % au premier tour et 85,63 au second tour. Le premier tour a vu se démarquer en tête Nicolas Sarkozy (UMP) avec 31,12 %, suivi par Jean-Marie Le Pen (FN) avec 20,54 % et Ségolène Royal (PS) avec 18,57 %, François Bayrou (UDF) avec 14,25 % puis aucun autre candidat ne franchit les 5 %. Le second tour a vu arriver en tête Nicolas Sarkozy avec 63,66 % contre 36,34 % pour Ségolène Royal.
Lors des élections législatives de juin 2007, la participation est de 58,48 % lors du premier tour et de 58,16 % au second tour. Lors du premier tour, c'est Jean-Michel Ferrand (UMP) qui été arrivé en tête avec 47,41 % des voix suivi par la candidate (socialiste) Nadine Peris avec 13,23 % des suffrages. Aucun autre candidat ne dépasse la barre des 10 % des suffrages. Lors du second tour, Jean-Michel Ferrand obtient 65,79 % des suffrages contre 34,21 pour son adversaire Nadine Peris.
Aux élections européennes de 2009, sur 3 774 inscrits, 1 454 ont voté, ce qui représente une participation de 39,98 % du total, soit une abstention de 60,02 %. Les résultats sont Françoise Grossetête (UMP) avec 26,69 % des voix, suivie de Vincent Peillon (PS) avec 13,20 %, de Jean-Marie Le Pen (FN) avec 12,93 %, de Michèle Rivasi (Europe Écologie) avec 12,38 %, puis aucune autre liste n'a dépassé les 10 %.
À l'élection présidentielle de 2012, la participation atteint 84,72 % au premier tour puis 84,12 % lors du second tour. Le premier tour a vu se démarquer Marine Le Pen (FN) avec 30,58 % des voix suivi par Nicolas Sarkozy (UMP) avec 27,38 % et François Hollande (PS) avec 18,92 %, Jean-Luc Mélenchon (FG) avec 11,03 %, puis aucun autre candidat ne franchit les 10 %. Lors du second tour, Nicolas Sarkozy arrive en tête à Courthézon avec 60,10 % des voix contre 39,90 % pour François Hollande.
Lors des élections législatives de juin 2012, la participation est de 61,16 % lors du premier tour et grimpe à 63,63 % au second tour. Le premier tour voit arriver en tête Marion Maréchal-Le Pen (FN) avec 35,56 % des voix suivi par Jean-Michel Ferrand (UMP) avec 27,81 % et par Catherine Arkilovitch, la candidate (PS) avec 22,99 % des voix. Les autres candidats ne dépassent pas la barre des 10 %. Ces trois candidats se maintiennent pour le second tour. C'est Marion Maréchal-Le Pen qui arrive en tête de cette triangulaire à Courthézon avec 43,51 % des voix contre 33,57 % pour Jean-Michel Ferrand et 22,92 % pour Catherine Arkilovitch.
Aux élections européennes de 2014, sur 3 974 inscrits, 1 839 ont voté, ce qui représente une participation de 46,28 % du total, soit une abstention de 53,72 %. C'est Jean-Marie Le Pen (FN) qui arrive en tête du scrutin avec 46,42 % des voix suivi par Renaud Muselier (UMP) avec 17,80 % des voix. Aucune autre liste n'a dépassé les 10 %.

### Liste des maires
L'Hôtel de ville est installé dans le château de Val-Seille, ainsi que la police municipale (sur l'arrière du château).

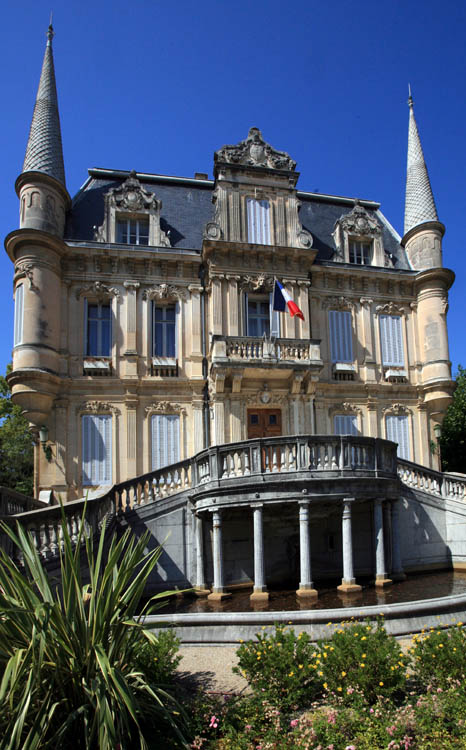
Hôtel de Ville.
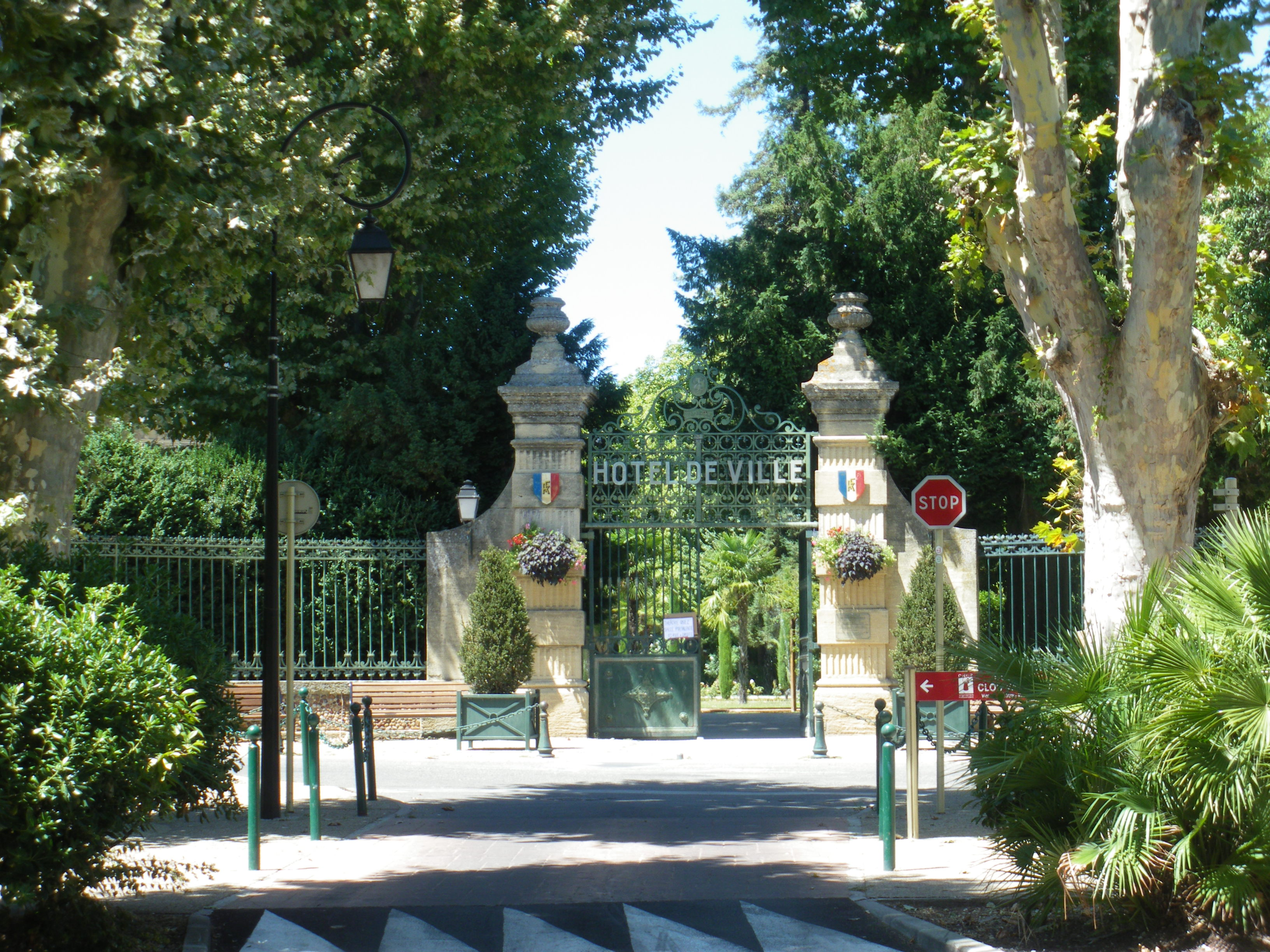
Entrée du Parc de l'Hôtel de Ville.

### Rattachements administratifs et électoraux
Le 12 octobre 2021, la commune passe de l'arrondissement d'Avignon à celui de Carpentras.

### Administration municipale
Le conseil municipal de la ville est composé de 29 élus répartis de la manière suivante :

### Fiscalité
| Taxe                                                | Part communale | Part intercommunale | Part départementale | Part régionale |
| --------------------------------------------------- | -------------- | ------------------- | ------------------- | -------------- |
| Taxe d'habitation (TH)                              | 10,95 %        | 0,00 %              | 7,55 %              | 0,00 %         |
| Taxe foncière sur les propriétés bâties (TFPB)      | 24,90 %        | 0,00 %              | 10,20 %             | 2,36 %         |
| Taxe foncière sur les propriétés non bâties (TFPNB) | 76,70 %        | 0,00 %              | 28,96 %             | 8,85 %         |
| Taxe professionnelle (TP)                           | 0,00 %         | 21,58 %             | 13,00 %             | 3,84 %         |

La part régionale de la taxe d'habitation n'est pas applicable.
La taxe professionnelle est remplacée en 2010 par la cotisation foncière des entreprises (CFE) portant sur la valeur locative des biens immobiliers et par la contribution sur la valeur ajoutée des entreprises (CVAE) (les deux formant la contribution économique territoriale (CET) qui est un impôt local instauré par la loi de finances pour 2010).

### Budget et fiscalité 2016
En 2016, le budget de la commune était constitué ainsi :
- total des produits de fonctionnement : 5 593 000 €, soit 1 007 € par habitant ;
- total des charges de fonctionnement : 4 455 000 €, soit 802 € par habitant ;
- total des ressources d’investissement : 2 056 000 €, soit 370 € par habitant ;
- total des emplois d’investissement : 2 747 000 €, soit 495 € par habitant.
- endettement : 2 109 000 €, soit 380 € par habitant.

Avec les taux de fiscalité suivants :
- taxe d’habitation : 12,05 % ;
- taxe foncière sur les propriétés bâties : 27,40 % ;
- taxe foncière sur les propriétés non bâties : 84,40 % ;
- taxe additionnelle à la taxe foncière sur les propriétés non bâties : 0,00 % ;
- cotisation foncière des entreprises : 0,00 %.

Chiffres clés Revenus et pauvreté des ménages en 2014 : Médiane en 2014 du revenu disponible, par unité de consommation : 19 113 €.

## Démographie
L'évolution du nombre d'habitants est connue à travers les recensements de la population effectués dans la commune depuis 1793. Pour les communes de moins de 10 000 habitants, une enquête de recensement portant sur toute la population est réalisée tous les cinq ans, les populations de référence des années intermédiaires étant quant à elles estimées par interpolation ou extrapolation. Pour la commune, le premier recensement exhaustif entrant dans le cadre du nouveau dispositif a été réalisé en 2008.

En 2022, la commune comptait 6 245 habitants, en évolution de +12,42 % par rapport à 2016 (Vaucluse : +1,73 %, France hors Mayotte : +2,11 %).
| 1793  | 1800  | 1806  | 1821  | 1831  | 1836  | 1841  | 1846  | 1851  |
| ----- | ----- | ----- | ----- | ----- | ----- | ----- | ----- | ----- |
| 2 600 | 2 364 | 2 410 | 2 867 | 3 053 | 3 322 | 3 363 | 3 475 | 3 489 |

| 1856  | 1861  | 1866  | 1872  | 1876  | 1881  | 1886  | 1891  | 1896  |
| ----- | ----- | ----- | ----- | ----- | ----- | ----- | ----- | ----- |
| 3 564 | 3 568 | 3 635 | 3 598 | 3 248 | 3 205 | 3 199 | 3 279 | 3 105 |

| 1901  | 1906  | 1911  | 1921  | 1926  | 1931  | 1936  | 1946  | 1954  |
| ----- | ----- | ----- | ----- | ----- | ----- | ----- | ----- | ----- |
| 3 030 | 3 057 | 3 157 | 2 817 | 2 828 | 2 937 | 3 126 | 2 953 | 3 174 |

| 1962  | 1968  | 1975  | 1982  | 1990  | 1999  | 2006  | 2008  | 2013  |
| ----- | ----- | ----- | ----- | ----- | ----- | ----- | ----- | ----- |
| 3 575 | 3 947 | 4 337 | 4 498 | 5 166 | 5 364 | 5 312 | 5 307 | 5 489 |

| 2018  | 2022  | - | - | - | - | - | - | - |
| ----- | ----- | - | - | - | - | - | - | - |
| 5 723 | 6 245 | - | - | - | - | - | - | - |

## Économie
- Usine d'engrais, fabrication d'acide sulfurique.
- Station de recompression du réseau de gaz naturel
- Autrefois ancienne capitale de la fabrication des balais de sorgho (nombreuses fabriques familiales)
- Avant 1990 fabrication de machines-outils, dans les années 1950 un ingénieux personnage local, Aimé Arnoux fabriquait des balais de sorgho, de manière très artisanale, il lui vint l'idée de mécaniser la fabrication de ces balais, c'était le début d'une aventure qui allait le conduire à construire, d'abord des machines automatiques de fabrication de balais, puis dans la foulée, diverses machines, entre autres, pour ramasser la lavande, pour fabriquer des rouleaux à peindre, des karts (la commune disposait d'un circuit de karting quartier des Sources), puis vint la célèbre tronçonneuse à métal « Arnoux » qui a équipé un grand nombre d'ateliers de ferronnerie et chaudronnerie de France entière, avant de se lancer dans la fabrication de machines beaucoup plus lourdes, des cisailles, plieuses et presses plieuses, ce qui a eu pour effet d'abandonner l'atelier situé dans Courthézon (à la place de l'actuelle boulangerie Benivay), pour s'installer dans le quartier des Balauques. Cette entreprise était composée en grande partie de personnel courthezonnais, formé comme apprenti dès l'âge de 14 ans, les ateliers "Arnoux", ont arrêté la fabrication à Courthézon début des années 1990, lors de la vente de l'entreprise pour continuer dans la région lyonnaise, jusqu'à l’arrêt complet de la fabrication en 2013.

### Agriculture
Un vignoble de 1 600 hectares :

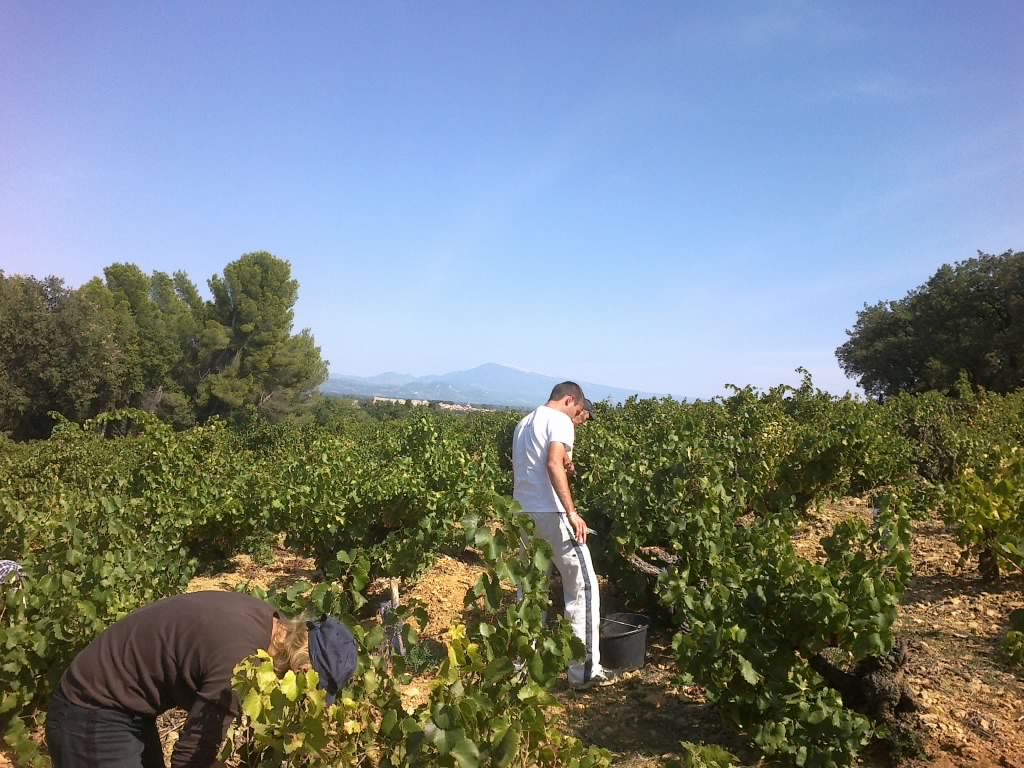
Vendange dans les vignes sur les hauteurs de Courthézon.

- 500 hectares de Châteauneuf-du-Pape ;
- 540 hectares de Côtes du Rhône ;
- 560 hectares de Vins de pays. Les vins qui ne sont pas en appellation d'origine contrôlée peuvent revendiquer, après agrément, le label Vin de pays de la Principauté d'Orange.

Sur les 13 cépages autorisés pour l’appellation, le Grenache reste le cépage roi.
Nombreux établissements viticoles, (26 domaines, cave coopérative regroupant 368 exploitants) et proximité de vignobles prestigieux par la route des vins.

### Tourisme
Comme la totalité des villes et villages de Vaucluse, Courthézon vit du tourisme.
Office de tourisme, nombreux logements (chambres d'hôtes, gîtes ruraux, un camping, etc.), des restaurants...

### Artisanats
Les trois catégories principales d'artisanats sont : l'ébénisterie / travail du bois, la construction / maçonnerie et la décoration.

## Vie locale
Assurance, banques, imprimerie, petits commerces sur place, un supermarché, une supérette, deux boucheries, deux boulangeries, une agence communale postale, plusieurs bars, deux restaurants gastronomiques et snacks, un tabac presse, un fleuriste, pressing, coiffeurs et esthéticiennes. Marchés le vendredi matin. L'association "mères au Foyer" du Vaucluse a son siège social sur Courthézon. Un éco-quartier, construit en 2015 et inauguré en 2018, se nomme "La Barrade".  Cette résidence (composée d’appartements, de maisons mais aussi de commerces) est située au nord de la ville de Courthézon, à 5 minutes à pied du centre-ville.

### Enseignement

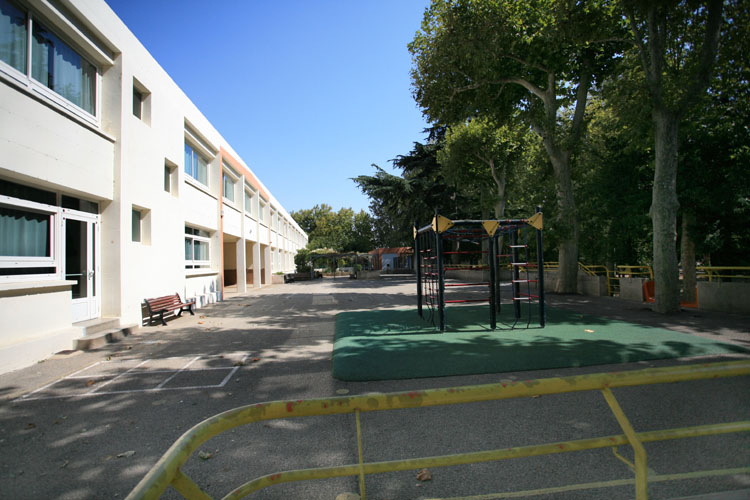
Un groupe scolaire et la cour de récréation.

Présence de deux écoles maternelles et de deux écoles élémentaires dont une privée.
Il a été longtemps question de la création d'un collège dans la commune, mais le site de Bédarrides a finalement été choisi. La majorité de collégiens de Courthézon sont repartis entre Bédarrides et Orange.
Présence d'un centre de loisirs communal depuis l'été 2007 qui accueille les enfants de trois à douze ans.

### Sports
Équipements : Centre sportif, skatepark, boulodrome, centre d'équitation.
Stade de la Roquette où évolue le SCC (Sporting Club Courthézon)
Des cours d'eau permettent la pratique de la pêche. Une multitude de cours d'eau classés en 1re et 2e catégorie sillonne le territoire communal dont la "Seille", qui prend sa source dans la commune de Jonquières et qui traverse la commune du nord au sud. Elle est alimentée également par différents affluents qui sont, le "Grand Roannel", le "Petit Roannel", le ruisseau des "Ségurets", le ruisseau des "Clèdes" (probablement le dernier ruisseau de la région qui ait abrité des écrevisses, il y a 30 ans[Quand ?]), et le ruisseau de la "Rebousse", tous classés en 1re catégorie, poissons à dominance de type salmonidées. À noter que la "Grande Mayre" est, avec ses affluents "Petite Mayre", et autre "ruisseaux des Paluds", classée en 2e catégorie, à dominance de poissons blancs et carnassiers. Elle se jette dans la "Seille" en limite sud de la commune. Ces cours d'eau sont gérés par l'"amicale des Amis de la Seille". À noter également l'"étang des Palud", aujourd'hui à l'abandon. Il a été pendant de nombreuses années un lieu privilégié des pêcheurs courthézonnais et des communes environnantes. Il était géré par "la Gaule Orangeoise".

### Santé
Plusieurs médecins et spécialistes (dentistes, podologue, etc.) sont installés dans la commune, ainsi que 2 pharmacies et 1 laboratoire d'analyses médicales.
Deux maisons de retraite, "Saint-Vincent" et une maison de retraite publique "Élie-Dussaud".

### Cultes
La paroisse catholique fait partie du diocèse d'Avignon, doyenné d'Orange Bollène, église en cœur de village et cimetière en bordure extérieure.

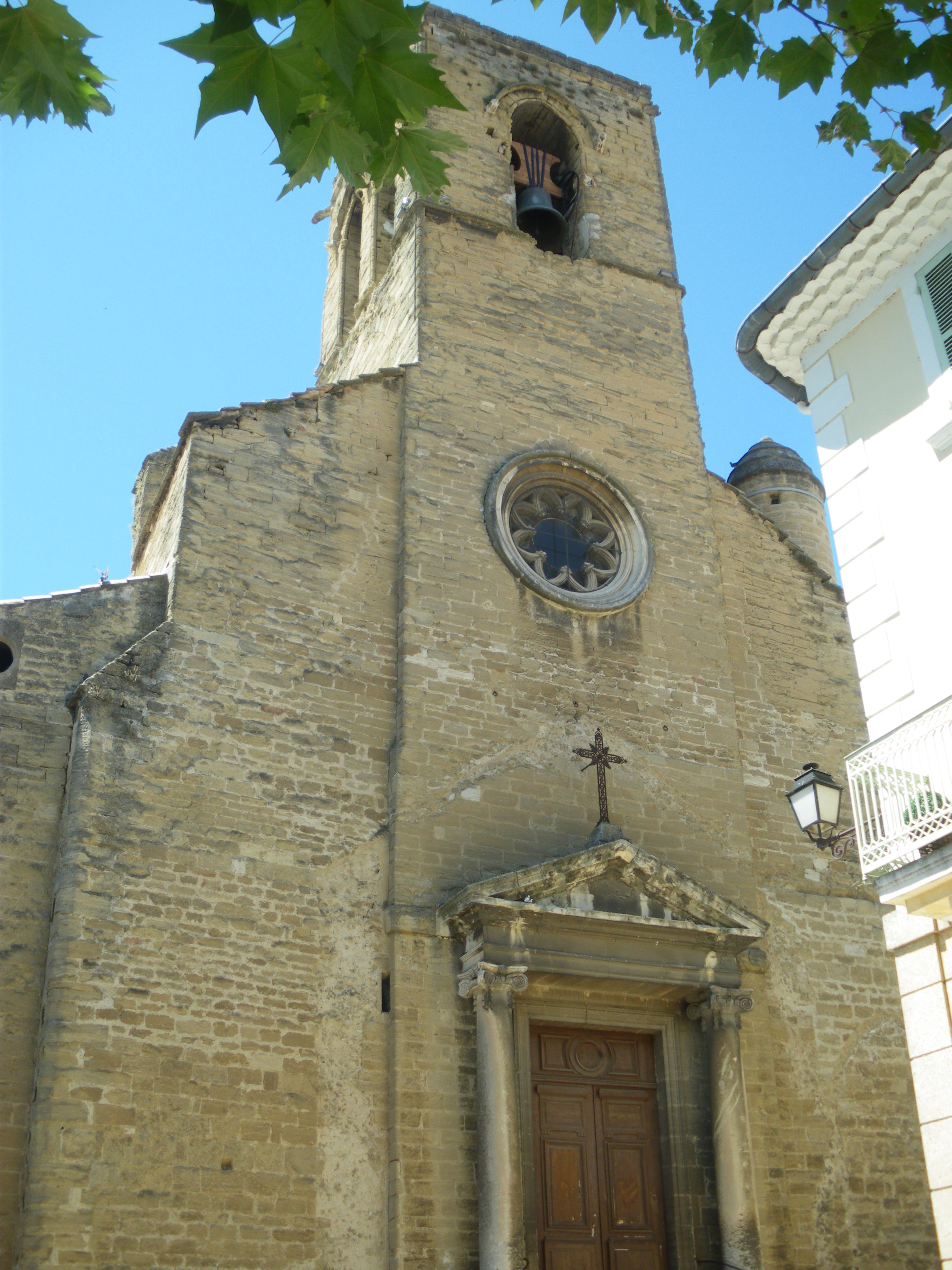
Église.
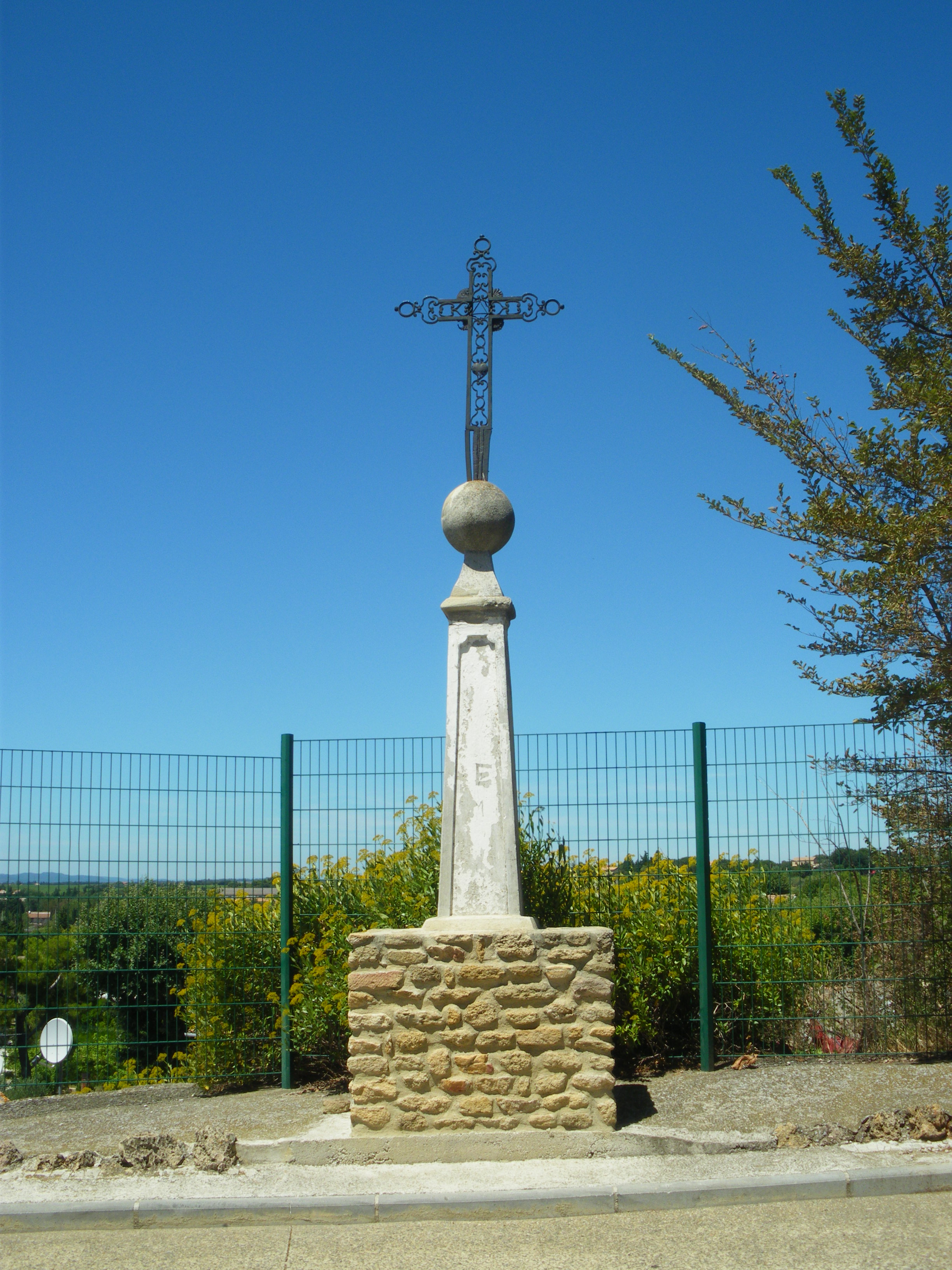
Le Belvédère au pied des remparts.
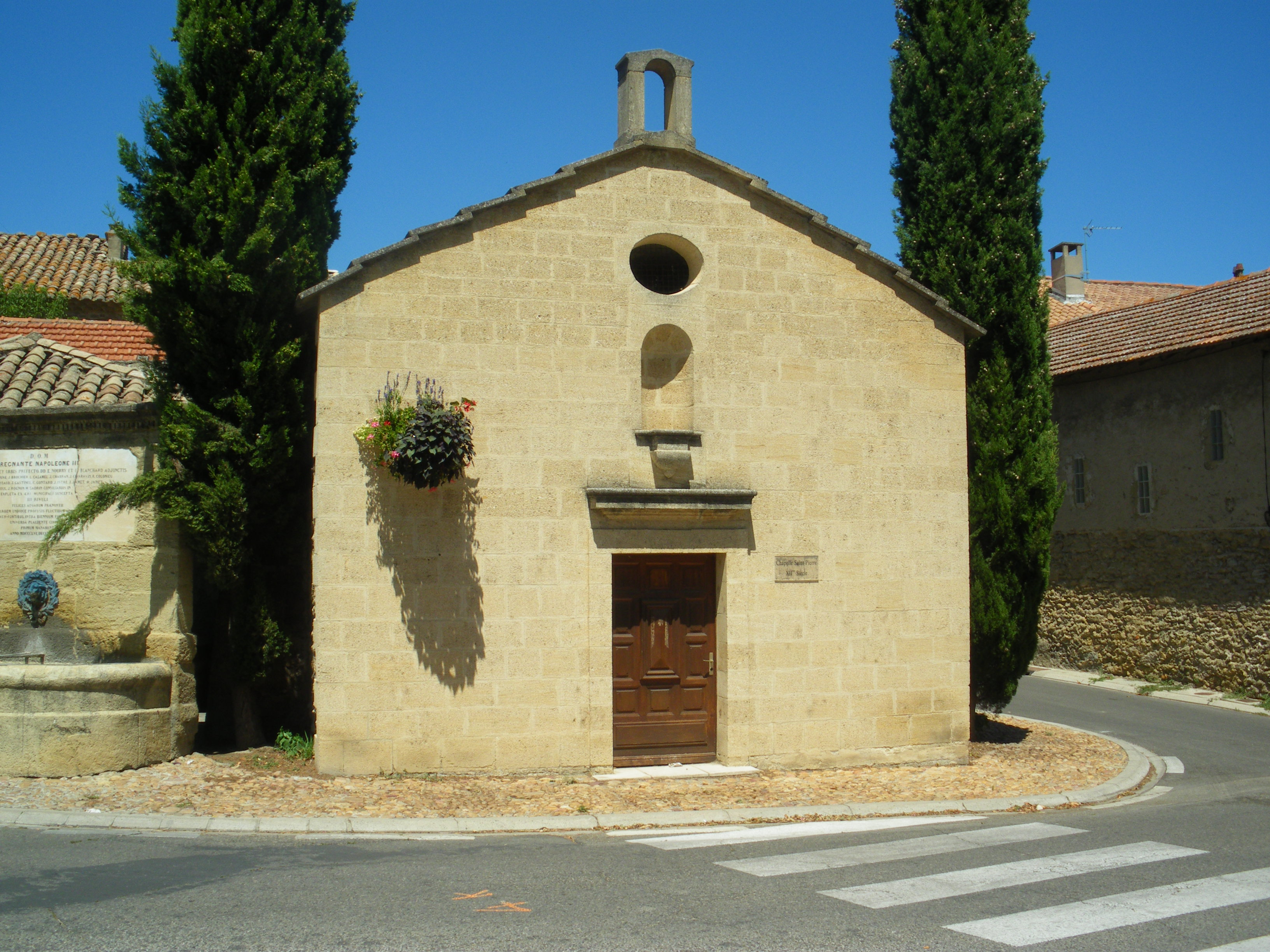
Chapelle Saint-Pierre.

### Écologie et recyclage
Une Déchetterie et plusieurs emplacements pour le tri sélectif dans la ville (conteneurs à emballages, papiers, verres).
La commune est incluse dans la zone de protection Natura 2000 pour « l'Ouvèze et le Toulourenc », sous l'égide du Ministère de l'écologie, de la DREAL Provence-Alpes-Côte d’Azur, et du MNHN (Service du Patrimoine Naturel).

### Confrérie bachique
La plus ancienne confrérie viticole de Provence « Li Coumpaire de la Souco » (les Compères de la Souche en Provençal) est aussi l'une des plus actives, basée à Courthézon. Cette confrérie très ancienne a été créée par les parents d'élèves de l'école Notre-Dame à Couthézon, qui étaient vignerons. Elle permettait de financer, grâce à des ventes de bouteilles de vin, une partie des activités de l'école. À l'heure actuelle, elle permet d'aider aux activités parascolaires de l'école, mais surtout elle honore par des cérémonies d'intronisations les vignerons et des personnalités locales.

## Lieux et monuments
Patrimoine civil :

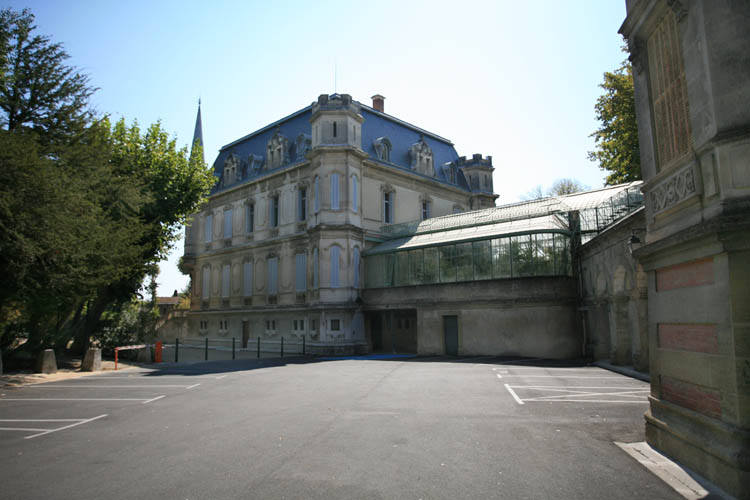
Le château de Val-Seille

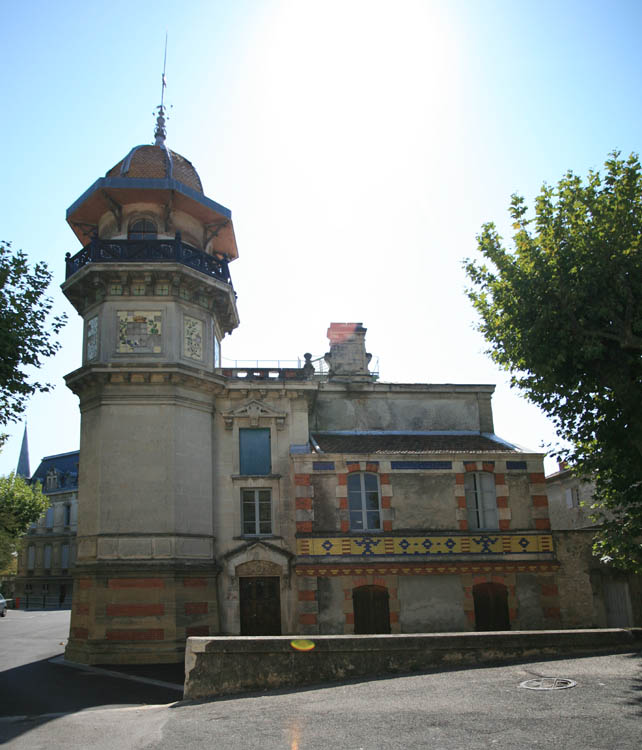
L'arrière du château

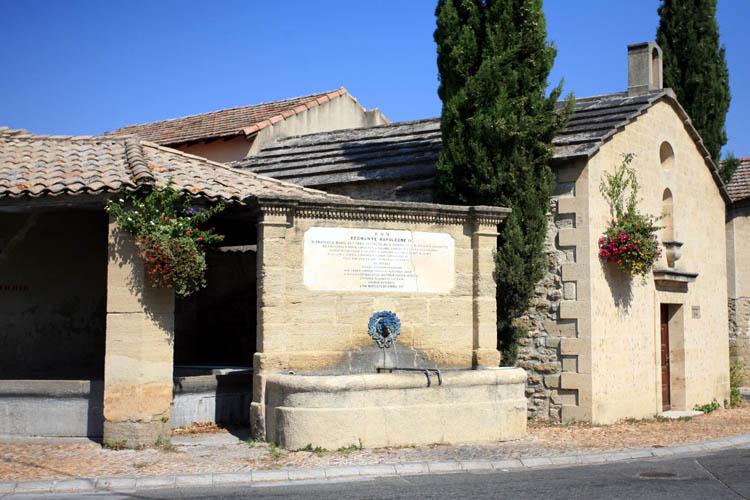
Lavoir, chapelle et fontaine

- Remparts du XIe siècle : ces imposantes fortifications[51] ont été construites en pierres tirées des carrières de Saint-Georges déjà exploitées par les Romains.
- Restes de murs crénelés de l'ancien château des princes d'Orange (VIIIe aménagé et agrandi aux XIIIe, XVIe et XVIIe siècles) au point le plus élevé de la ville. Il fut démoli en 1768.
- 15 fontaines (dont fontaine Belle-Croix de 1857 (IMH)[52], fontaine aux Micocouliers XIXe, fontaine Sainte-Pierre de 1850, fontaine des Quatre-Saisons...) et cinq oratoires.
- Tour de l'horloge (1653) surmontée d'un campanile en fer forgé classé monument historique[53].
- Hospice reconstruit en 1703.
- Halles de 1730.
- Château de Val-Seille, construit par Élie Dussaud en 1868[54],[55].
- Château Montellier, avec jardins.
- Château de Verclos d'origine XIIIe, restauré au XVIe puis remanié au XIXe (donjon rectangulaire accolé à un corps de logis).
- Domaine de Beaucastel avec château XVIIIe.
- Châteaux La Font-du-Loup Pecoulette, le Rayas.
- Jardin du Couvent inauguré le 31 mai 2013.

Patrimoine religieux :
- Église Saint-Denis : XIIe siècle, nef et clocher, orgue ancien (18 jeux restaurés) de Théodore Puget classé monument historique.
- Sept chapelles ont été érigées sur le territoire de Courthézon[56]
  - Chapelle Saint-Pierre : XIIe siècle
  - Chapelle Saint-Laurent
  - Chapelle Saint-Dominique
  - Chapelle Saint-Étienne
  - Chapelle Saint-Georges des Garrigues. Dès les premiers siècles du christianisme, des lieux de culte se sont élevés à l’emplacement des temples romains, et souvent avec leurs matériaux, ce fait est reconnu pour deux chapelles : « Saint-Laurent de Barbara - Saint-Georges des Garrigues ».
  - Chapelle Saint-Ramsous.

## Galerie

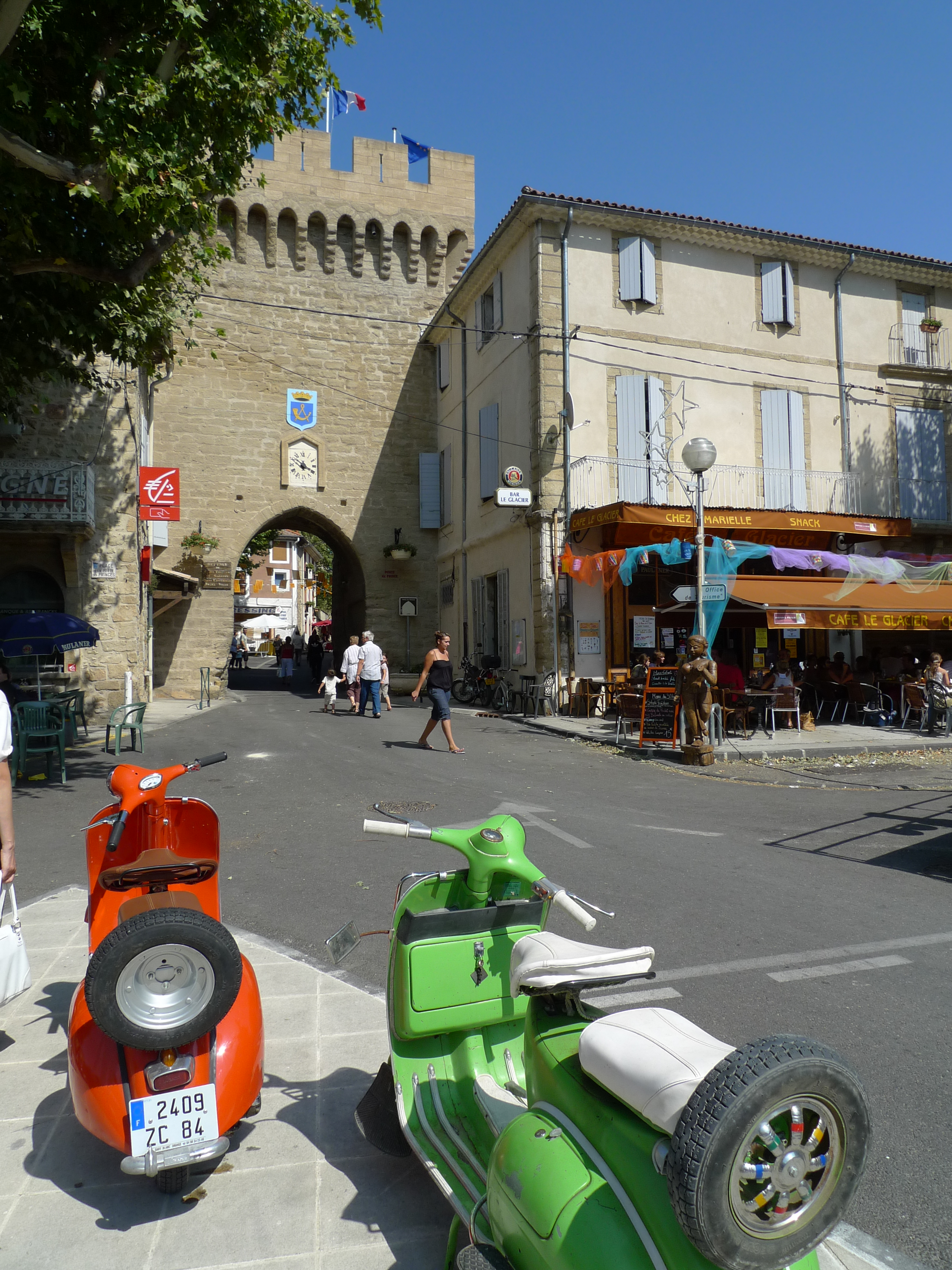
La place Nassau est une des nombreuses places du village avec des ambiances pittoresques provençales.
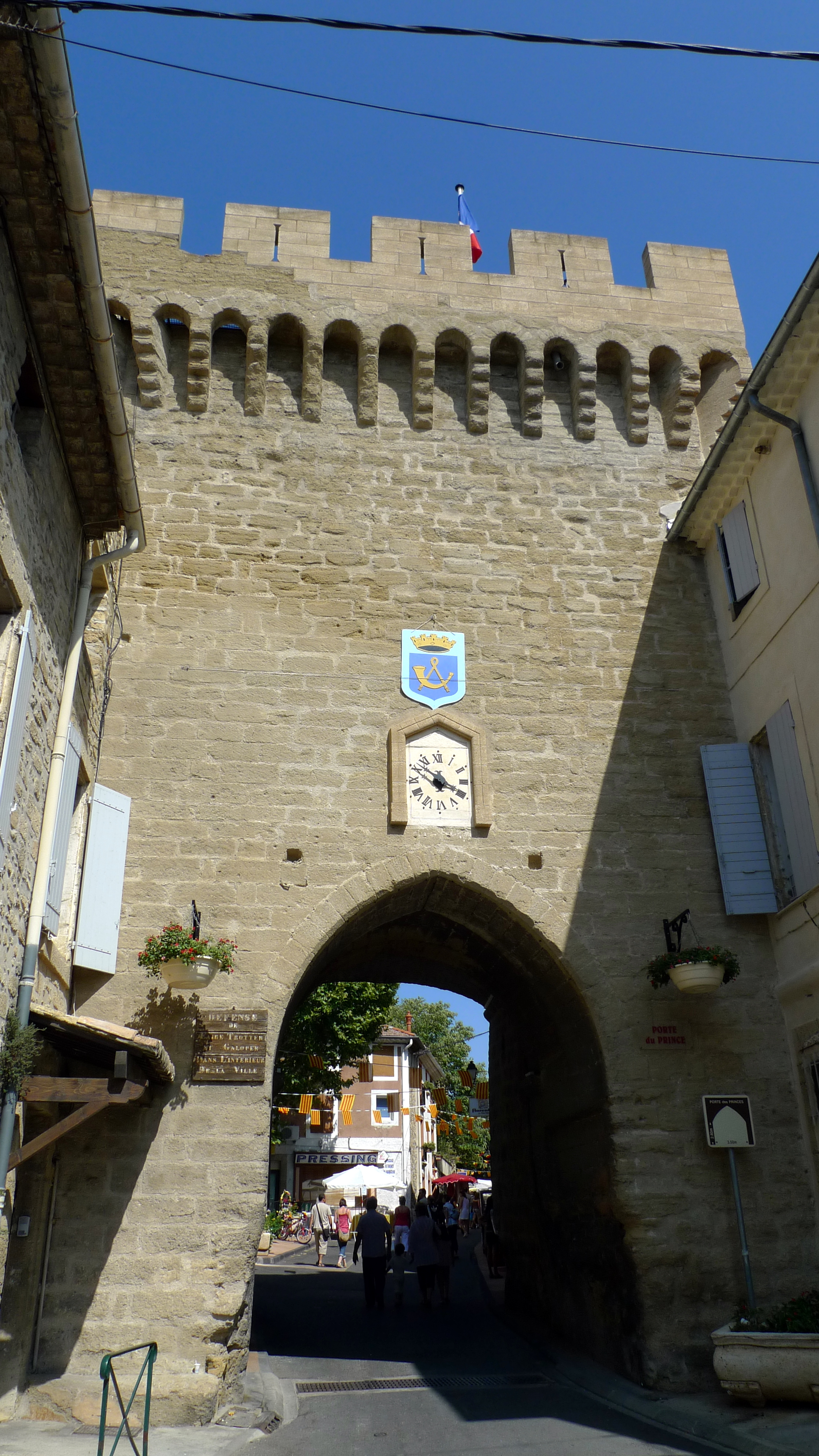
Une architecture fortifiée élégante.
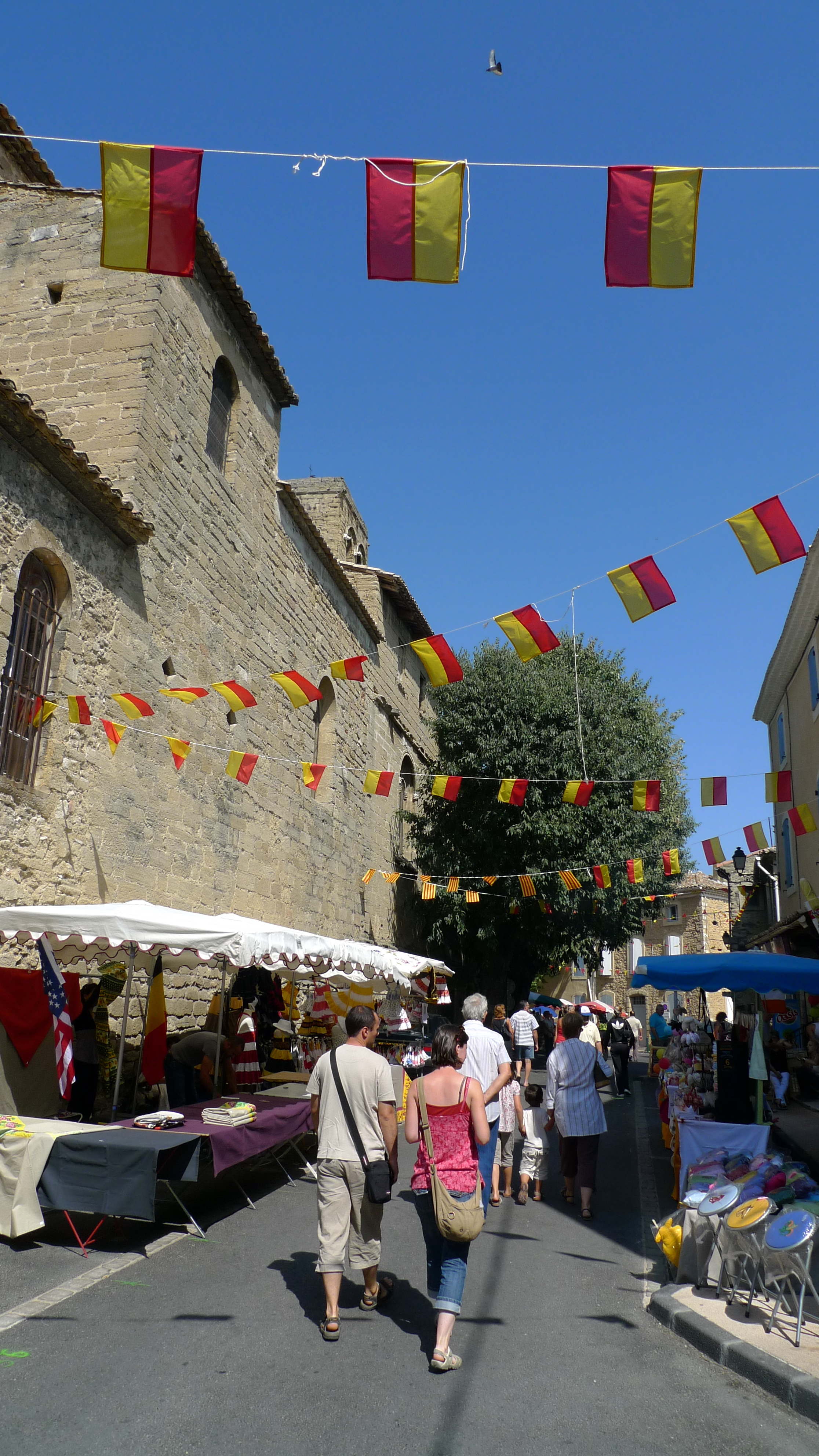
La fête d'automne une occasion de mobiliser tout le village
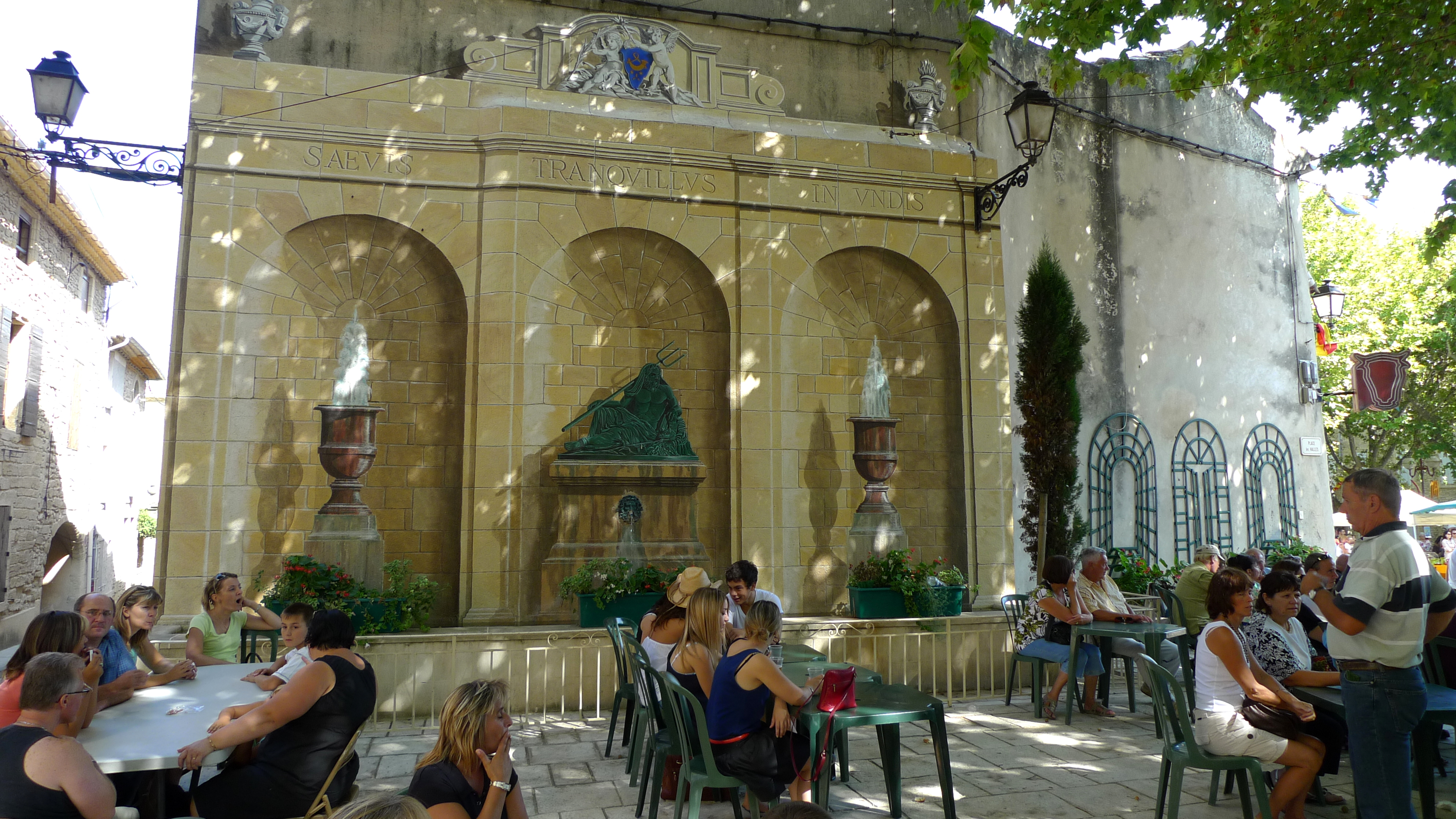
En centre-bourg une fresque qui égaye une place servant pour le restaurant voisin.
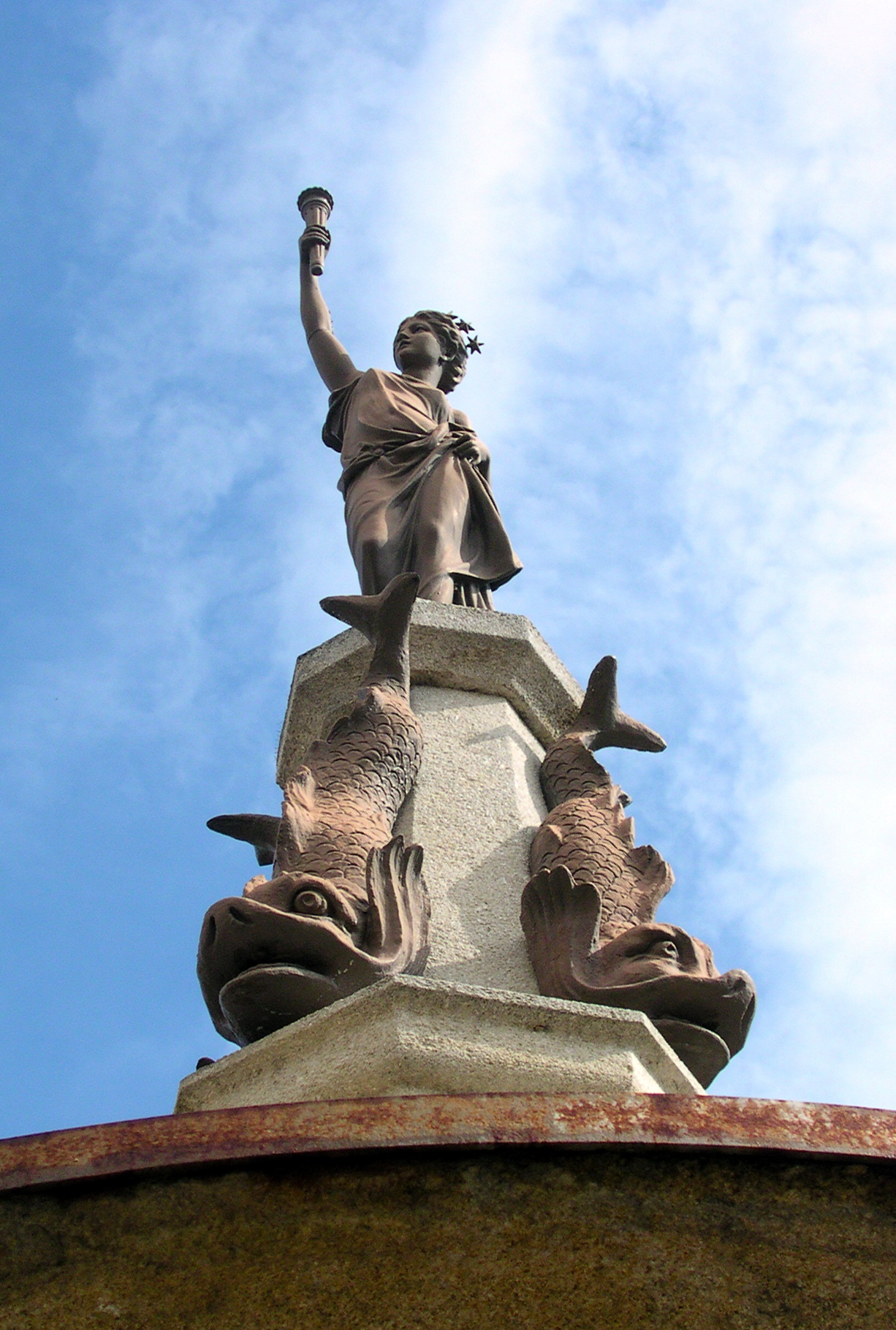
Des statues allégoriques marquent les entrées de la commune.
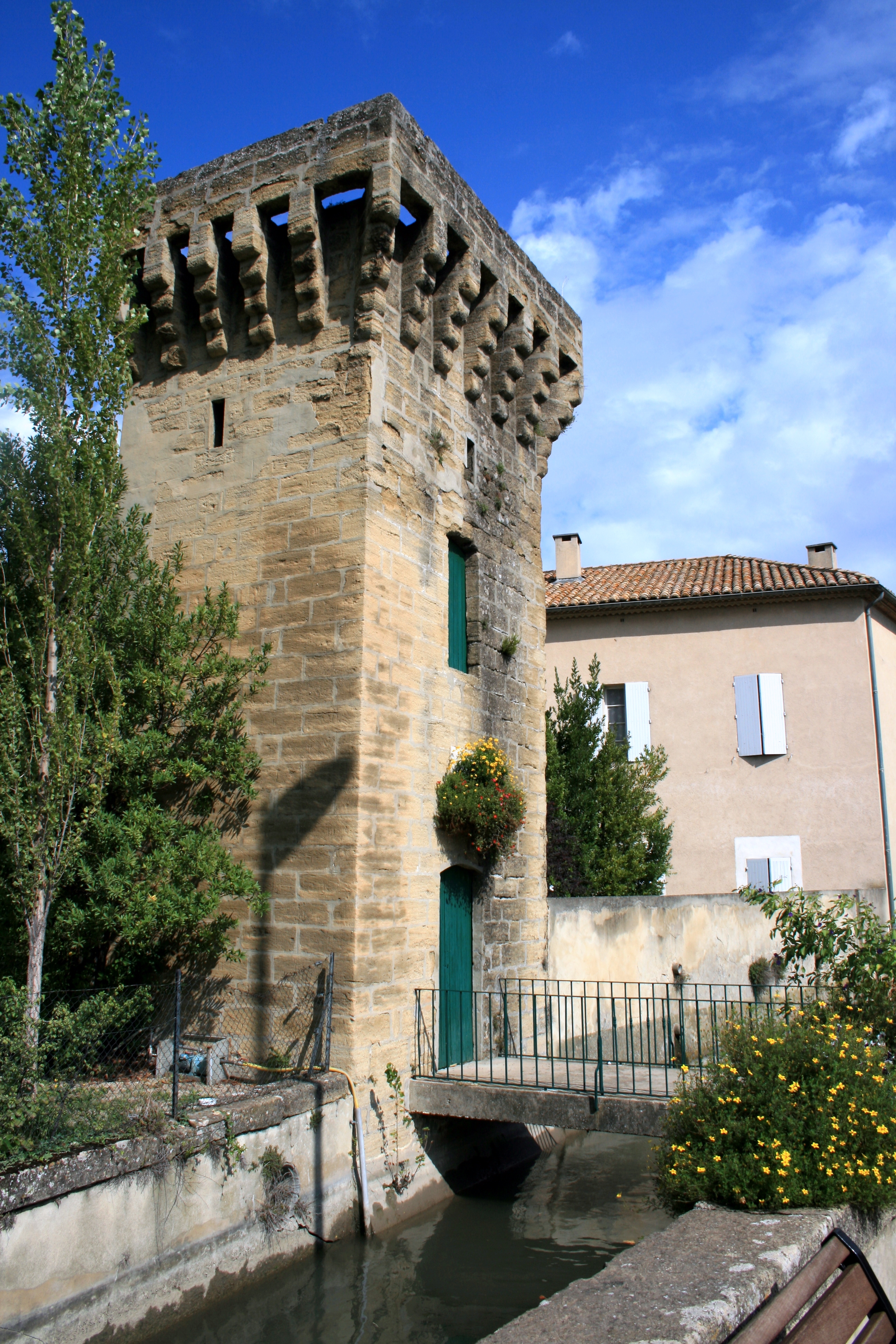
Les portes des anciennes fortifications sont conservées et valorisées avec soin.

## Personnalités liées à la commune
- Esprit Baussenq (? - 1597), pasteur réformé.
- Joseph Saurin (1655-1737), mathématicien.
- vice-amiral d'Augier (1764-1834), député de Vaucluse.
- François Blanc (1806-1877), fondateur des casinos de Bad Homburg et de Monte-Carlo ainsi que son frère jumeau, Louis Blanc (1806-1852).
- Elie Dussaud (1821-1899), ingénieur de Ferdinand de Lesseps.
- Jules Gaillard (1847-1933), homme politique, député de Vaucluse, décédé à Courthézon.
- Pierre Rey (1930 - 2006), romancier français.
- La chanteuse Michelle Torr a passé son enfance à Courthézon où son père était facteur.
- Le peintre Agnès Verochek a épousé Roland Berger quand elle chantait sous le nom d'Agnès Fontaine
- Yannick Paget, chef d'orchestre et compositeur.
- Thérèse Consolin (en religion Sœur du Cœur-de-Jésus), née à Courthézon en 1736[57].

## Jumelages
Courthézon est jumelée avec :
Bergheim.